# Enciclopèdia d'Eivissa i Formentera
L'Enciclopèdia d'Eivissa i Formentera és una obra editada pel Consell Insular d'Eivissa i Formentera i dirigida per Felip Cirer Costa. Al començament la gestió del projecte de l'obra depenia de la Universitat de les Illes Balears (UIB), però el 1999 el Consell va decidir assumir-la per agilitzar-la. Després, l'any 2000, es va crear un patronat independent del Consell Insular per a la gestió de l'obra integrat per, a banda del Consell Insular i la Universitat, l'Institut d'Estudis Eivissencs (IEE), l'Obra Cultural Balear (OCB) de Formentera i les entitat financeres que han col·laborat al projecte.
El Projecte havia començat el 1989, amb l'objectiu de donar a conèixer el patrimoni cultural de les Pitiüses i que estigui a l'abast de tothom. Fou començada a editar el 1995 i d'ençà fins al 2006 s'han publicat nou volums. Consta d'un total de 10 volums.
El 1995 va aparèixer el primer volum amb les veus "a-bera". El segon volum es va publicar el 1996 i correspon a les veus "berb-cascall". El tercer volum que inclou les veus "cascap-cubell" i es va publicar el 1999. En el quart volum figuren les veus "Cubells-Eivissa" i va sortir publicat el 2000. El cinquè, de l'any 2001, correspon a les veus "Eivissa-fibló". D'ençà aquest darrer volum, era possible disposar d'una versió en CD-ROM. El sisè, del 2002, inclou les veus "ficus-gonella". El setè va ser publicat el 2003 amb les veus "gonep-lleny". El vuitè, de l'any 2004, inclou les veus "Llenya-Mutual". El 9 d'abril del 2006 es va posar a la venda el novè volum dedicat íntegrament a l'illa de Formentera.
Una edició a Internet començà a funcionar l'abril de 2006, incorporant els dos primers volums de l'obra i pretenen incorporar un nou volum cada dos mesos.
ISBN 84-88018-03-7